# Église Santi Fabiano e Venanzio
L'église Santi Fabiano e Venanzio (en français : église Saints-Fabien-et-Venance) est une église romaine située dans le quartier Tuscolano sur la piazza di Villa Fiorelli et dédiée à saint Fabien et saint Venance Fortunat de Rome en Italie.

## Historique
L'église construite sur les plans de l'architecte Clemente Busiri Vici en 1936, devient une paroisse par décision de Pie XI et est seulement consacrée en 1959 par Luigi Traglia. Le 13 août 1943 le pape Pie XII visite l'église au lendemain d'un important bombardement de ce quartier de Rome qui fit une centaine de morts et détruisit une partie de l'édifice.
Elle est le siège depuis 1973 du titre cardinalice de Santi Fabiano e Venanzio a Villa Fiorelli institué par le pape Paul VI.

## Architecture

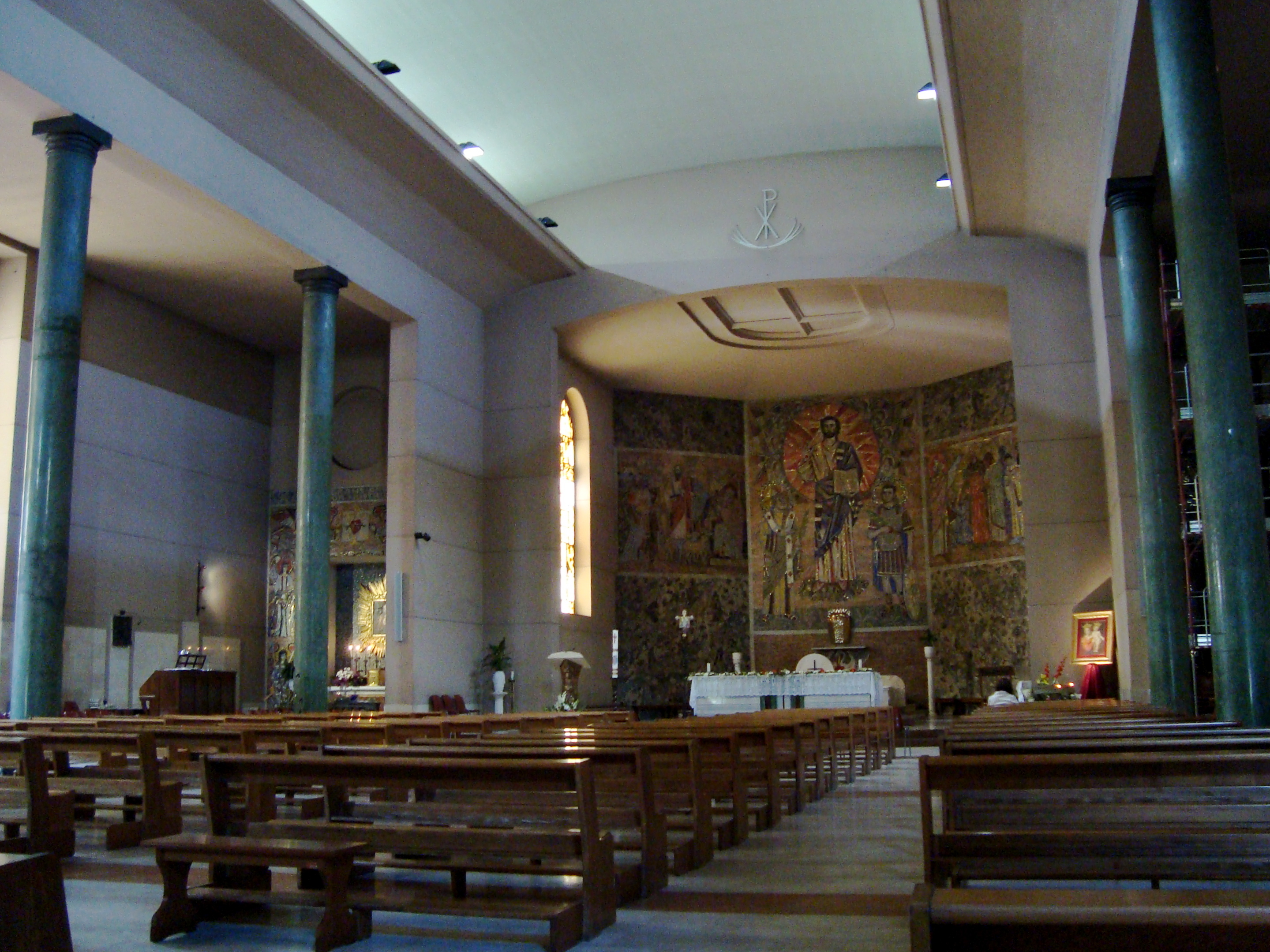
Vue intérieure et mosaïque

L'intérieur a trois nefs est séparé par des colonnes de marbre vert et l'abside abrite une mosaïque représentant un Christ bénissant avec les saints Fabien et Venance.
Deux plaques commémoratives des victimes des bombardements et de la visite du pape sont visibles sur la façade extérieure.

## Sources
- (it) Cet article est partiellement ou en totalité issu de l’article de Wikipédia en italien intitulé « Chiesa dei Santi Fabiano e Venanzio » (voir la liste des auteurs).